# Stazione di Salice Terme
Stazione di Salice Terme 1966-ban bezárt vasútállomás Olaszországban, Lombardia régióban, Godiasco településen.

## Vasútvonalak
Az állomást az alábbi vasútvonalak érintették:
- Voghera-Varzi-vasútvonal

## Kapcsolódó állomások
A vasútállomáshoz az alábbi állomások vannak a legközelebb:
- Stazione di Godiasco
- Stazione di Rivanazzano